# Histioteuthis macrohista
Histioteuthis macrohista is een inktvissensoort uit de familie van de Histioteuthidae. De wetenschappelijke naam van de soort is voor het eerst geldig gepubliceerd in 1969 door N. Voss.